# Lecidea scabridisca
Lecidea scabridisca är en lavart som beskrevs av V. Wirth. Lecidea scabridisca ingår i släktet Lecidea och familjen Lecideaceae.   Inga underarter finns listade i Catalogue of Life.